# Djurgårdens IF Fotboll 1925/1926
Djurgårdens IF Fotboll spelade i dåvarande Division 2 Östsvenskan. Man kom 3:a i serien efter Westermalms IF och Sundbybergs IK. Hemmasnittet var 550 åskådare. 
- Bäste målskytt blev Birger Danielsson med 17 mål.